# Annakirche (Zabrze)

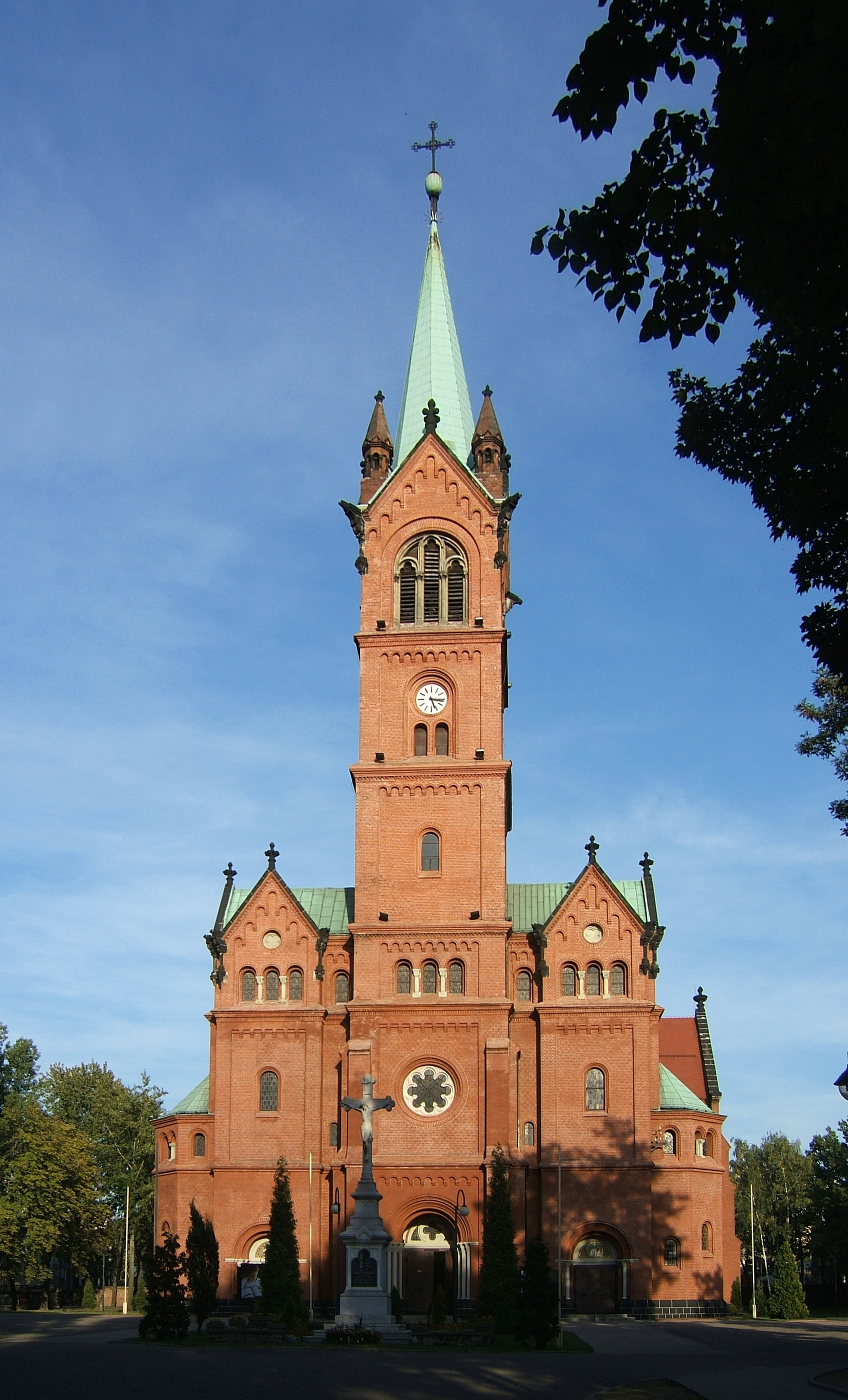
Annakirche

Die Annakirche in Zabrze (Hindenburg O.S.) wurde zwischen 1897 und 1900 erbaut (damals noch Dorotheendorf). Die historistische römisch-katholische Kirche ist ein neoromanischer Backsteinbau mit neogotischen Elementen. Sie befindet sich an der ul. Księdza Franciszka Pieruszki 1.
Entworfen wurde die Kirche durch Blau aus Beuthen und den Architekten Stahl. Sie hat die Form eines lateinischen Kreuzes. Die Kirche wurde am 10. Oktober 1900 eingeweiht.
Auf die Kirche, die etwas abseits der Hauptstraße steht, verläuft eine Kastanienallee, an ihrem Abschluss vor dem Kirchturm steht ein Wegkreuz. Neben der Kirche befindet sich das Pfarrhaus.